# Peponidium latiflorum
Peponidium latiflorum är en måreväxtart som först beskrevs av Anne-Marie Homolle och Alberto Judice Leote Cavaco, och fick sitt nu gällande namn av Razafim., Lantz och Birgitta Bremer. Peponidium latiflorum ingår i släktet Peponidium och familjen måreväxter.
Artens utbredningsområde är Madagaskar. Inga underarter finns listade i Catalogue of Life.